# Kosta Kota
Kosta Kota (Coriza, 5 maggio 1886 – Burrel, 1º settembre 1947) è stato un politico albanese.
noto anche come Koço Kotta, è stato un politico albanese e due volte Primo ministro dell'Albania durante il regno di Re Zog I, che adottò una posizione di destra filofascista e pro-italiana.

## Biografia
Studiò in Grecia e in Italia. Nel Principato d'Albania servì come ministro dei lavori pubblici e fu eletto al Parlamento dell'Albania. Durante la Rivoluzione di giugno di Fan Noli, Kotta fuggì in Grecia, ma tornò per guidare l'insurrezione contro Noli che portò alla formazione della Repubblica albanese sotto Ahmet Zogu.
Diventò presidente del parlamento durante la presidenza di Zogu e poi Primo ministro dopo che Zogu istituì il Regno Albanese. Durante il suo primo mandato, introdusse leggi sul codice civile basate sul modello napoleonico.
Nel 1936, guidò nuovamente il governo fino a dimettersi dopo l'invasione italiana dell'Albania. Fu membro del governo di Mustafa Merlika-Kruja nel 1941.
Accompagnò Zog in esilio in Grecia. Nel dicembre del 1944 fu catturato dai Comunisti greci e riportato in Albania. Fu condannato all'ergastolo dal regime comunista albanese dal Tribunale speciale della primavera del 1945. Morì nel Carcere di Burrel nel 1947 a causa delle torture subite.